# PZL P.11
PZL P.11 — польский одномоторный истребитель-моноплан, производившийся фирмой PZL, состоявший на вооружении польских ВВС перед Второй мировой войной.
В начале 1930-х годов это был один из лучших самолётов мира, но в 1939 году он устарел и по скорости уступал даже польскому бомбардировщику PZL-37 «Лось», а тем более самому массовому немецкому истребителю Мессершмитт Bf.109.
Единственный в мире сохранившийся экземпляр находится в Музее Польской Авиации.

## Модификации
- P.11/I — первый прототип. Отличался двигателем Gnome-Rhône 9Asb. Первый полёт в августе 1931 года.
- P.11/II — второй прототип, доработанный. Отличался двигателем Mercury IVA. Первый полёт в декабре 1931 года.
- P.11/III — эталон для серии.
- P.11a — первый серийный вариант. Отличался двигателем Mercury IVS2. Вооружение состояло из 2 7,69-мм пулемётов. Изготовлено 30 самолётов.
- P.11b — экспортный. Отличался двигателем GR9Krsd. В 1933—1934 годах изготовлено 50 самолётов для Румынии. Из них первые 20 машин были построены в модификации Р.11b-K с сохранением отдельных выхлопных патрубков как на прототипе Р.11/II, а остальные 30 машин в модификации Р.11b-L с установкой коллектора выхлопных газов аналогичному устанавливавшемуся на серийных Р.11а
- P.11c — модернизированный. Отличался конструкцией фюзеляжа с приподнятой кабиной и увеличенным гаргротом, двигателем Mercury VS2 (позднее VIS2). Количество пулемётов увеличено до 4. Самая массовая модификация (изготовлено 175 самолётов).
- P.11e - экспортный для испанских ВВС (проект), в 1935 году было заказано 25 самолётов, но ни построили ни одного в связи с аннулированием контракта по причины эмбарго Лиги Наций на поставку вооружений в Испанию, принятого после начала гражданской войны. [1]
- P.11d — истребитель для Польской морской авиации (проект). Планировалось заказать 24 самолета, но не построили ни одного.
- IAR P.11f — румынский вариант P-11c. Отличался двигателем GR9Krse и отсутствием кока на втулке винта. Выпускался на заводе IAR в Брашове в 1936—1937 годах. Изготовлено около 80 самолётов.
- P.11g «Кобуж» — опытный с двигателем Mercury VIIIA. Изготовлен в августе 1939 года.

## Модернизации
В 1938-39 годах на 150 ранних истребителях дюралевые моторные рамы заменили на рамы из легированной стали производства фирмы «Бристоль». На истребители стали монтировать вторую пару пулемётов. К началу Второй мировой так доработали около трети самолётов.

## Тактико-технические характеристики

PZL P.11c

Приведенные характеристики соответствуют модификации P.11c.
Источник данных: Cynk, 1975.

Технические характеристики
- Экипаж: 1 (пилот)
- Длина: 7,55 м
- Размах крыла: 10,719 м
- Высота: 2,85 м
- Площадь крыла: 17,9 м²
- Колея шасси: 2,474 м
- Масса пустого: 1147 кг
- Нормальная взлётная масса: 1630 кг
- Максимальная взлётная масса: 1800 кг
- Объём топливных баков: 356 л
- Силовая установка: 1 × радиальный девятицилиндровый Polish Skoda Works Mercury VI.S2
- Мощность двигателей: 1 × 645 л. с. (1 × 474 кВт)
- Воздушный винт: двухлопастной Szomanski

Лётные характеристики
- Максимальная скорость: 390 км/ч на 5500 м
  - у земли: 300 км/ч
- Посадочная скорость: 98 км/ч
- Практическая дальность: 700 км
- Практический потолок: 8040 м
- Время набора высоты:
  - 5000 м за 6 мин
  - 7000 м за 13 мин
- Динамический потолок: 11 000 м
- Нагрузка на крыло: 91,1 кг/м²
- Тяговооружённость: 272 Вт/кг (2,7 кг/л. с.)
- Длина разбега: 99 м
- Длина пробега: 343 м

Вооружение
- Стрелково-пушечное:  
  - 2 × 7,7 мм пулемёта KM Wz 33 с 500 патр. на ствол в фюзеляже
  - 2 × 7,7 мм пулемёта KM Wz 33 с 300 патр. на ствол в крыле (дополнительно)
- Бомбы: 4 × 12,5 кг бомбы

## Оценка самолёта
По мнению советской делегации, бывшей в Варшаве в июле 1933 года, PZL P.11 — лучший в Европе и превосходит по свои боевым качествам советские самолёты. Основной истребитель СССР — И-5 уступал по скорости польскому самолёту около 100 км/ч. В первой половине 30-х Р-11 был хорошим самолётом. Он превосходил по характеристикам советские бипланы И-15 (выпускавшиеся с 1933 года), немецкие Arado Ar 68 и Heinkel He 51. Превосходил и монопланы Dewoitine D.500 и И-16 (тип 4) и полякам казалось, что не о чем беспокоиться. Медленнее были Heinkel He 111В и польским лётчикам удалось уничтожить 44 немецкие машины. Но развитие авиации шло очень быстро и уже И-16 (тип 5) превосходил «пулавчика». Учения 1939 года выяснили то что Р-11 по скорости уступал даже польскому бомбардировщику PZL-37 «Лось», советские и немецкие бомбардировщики почти не уступали «Лосю» в скорости и тоже были быстрее «Пулавчика». Советские войска были очень удивлены обнаружив на польских аэродромах P.11 — ведь разведка доносила то что на вооружении Польши стоят «вилки» и PZL P.24. Массово появились истребители нового поколения — скоростные свободнонесушие монопланы с гладкой обшивкой, убирающимися шасси и закрытыми кабинами. Соседние страны перевооружились и не только СССР и Германия, но и Чехословакия и Литва. P.11 безнадежно устарел, его фиксированный деревянный винт и неубирающиеся шасси выглядели явным архаизмом, бронезащита и протектирование баков отсутствовали.